# Piaggio P.166
Piaggio P.166 — італійський двомоторний багатоповерховий літак штовхача, розроблений Piaggio Aero. Назва моделі літака була Portofino, а також відома як Albatross у військовій службі Південної Африки.

## Дизайн і розробка
Базовий P.166 був розвитком амфібії P.136 і здійснив перший політ 26 листопада 1957 року. P.166 мав новий фюзеляж і хвостове оперення, але зберіг крило та двигуни від P.136. Кілька з них були придбані для використання в якості службових транспортних засобів або як фідерних літаків і літаків-рулірок. Покращений P.166B був більш потужним і мав до десяти місць; перший політ прототипу відбувся 27 березня 1962 року.
Наступна версія, 12-місний P.166C з удосконаленою ходовою частиною, перший політ відбувся 2 жовтня 1964 року.
Турбогвинтовий варіант, P.166D, був розроблений з двигунами Lycoming LTP101 і перший політ відбувся 3 липня 1976 року.